# Windmotor Stokebrandsweerd
De Windmotor Stokebrandsweerd is een Amerikaanse windmotor in de uiterwaarden van de rivier de IJssel ter hoogte van Zutphen. De in 1927 gebouwde molen was tot 1968 in gebruik om de uiterwaarden te bemalen, waarna door onder andere afkolving van de zomerdijk de molen buiten bedrijf werd gesteld.
Deze windmotor is het enige nog bestaande exemplaar in de provincie Gelderland. De molen is tussen 2004 en 2006 onderhouden en daarna weer teruggeplaatst, maar is niet meer maalvaardig. De pompfunctie is niet hersteld.

## Geschiedenis
Op 30 juni 1927 kreeg de gemeente Zutphen toestemming van het Ministerie van Waterstaat voor het bouwen van een windmolen. Hoewel de landerijen in de Stokebrandsweerd in de gemeente Warnsveld lagen, staat de molen net over de grens in de gemeente Zutphen. De vijf perceeleigenaren van de weidegronden in de Stokebrandsweerd (waaronder drie landbouwers en de gemeente Zutphen) waren samen verantwoordelijk voor de aanschaf (met een totaalsom van ƒ 2400) en het onderhoud van de molen.
In 1967 zijn voor het laatst kosten voor onderhoud en bediening gerekend, daarom wordt verondersteld dat de molen sindsdien in onbruik is. Burgemeester en wethouders besloten in 1977 om het in slechte staat verkerende bouwwerk te laten verwijderen. Uiteindelijk gebeurde dit pas in 2004.
Op 21 november 2005 besloot de gemeente Zutphen de zeldzame molen terug te laten plaatsen.

## Eigenschappen
De molen werd gebouwd door de gebroeders Bakker in IJlst en is van het type Record #20. De diameter van het wiekenrad is 6 meter. Er is een opvoerhoogte van 1,5 meter en de genoemde maximale wateropbrengst is 175 tot 200 kubieke meter per uur.